# Shelburne (ancienne circonscription fédérale)
Shelburne fut une circonscription électorale fédérale de Nouvelle-Écosse. La circonscription fut représentée de 1867 à 1896.
C'est l'Acte de l'Amérique du Nord britannique qui créa la circonscription électoral de Queens en 1867. Abolie en 1892, elle fut incorporée dans la nouvelle circonscription de Shelburne et Queen's.

## Géographie
En 1867, la circonscription de Shelburne comprenait:
- Le comté de Shelburne

## Députés
1. 1867-1878 — Thomas Coffin, Anti-confédéré et Libéral
2. 1878-1887 — Thomas Robertson, Libéral
3. 1887-1891 — John Wimburne Laurie, Conservateur
4. 1891-1896 — Nathaniel Whitworth White, Libéral-conservateur